# Tom Lysiak
Thomas James „Tom“ Lysiak (* 22. April 1953 in High Prairie, Alberta; † 30. Mai 2016 in Atlanta, Georgia, USA) war ein kanadischer Eishockeyspieler, der im Verlauf seiner aktiven Karriere zwischen 1970 und 1986 unter anderem 995 Spiele für die Atlanta Flames und Chicago Black Hawks in der National Hockey League auf der Position des Centers bestritten hat.

## Karriere

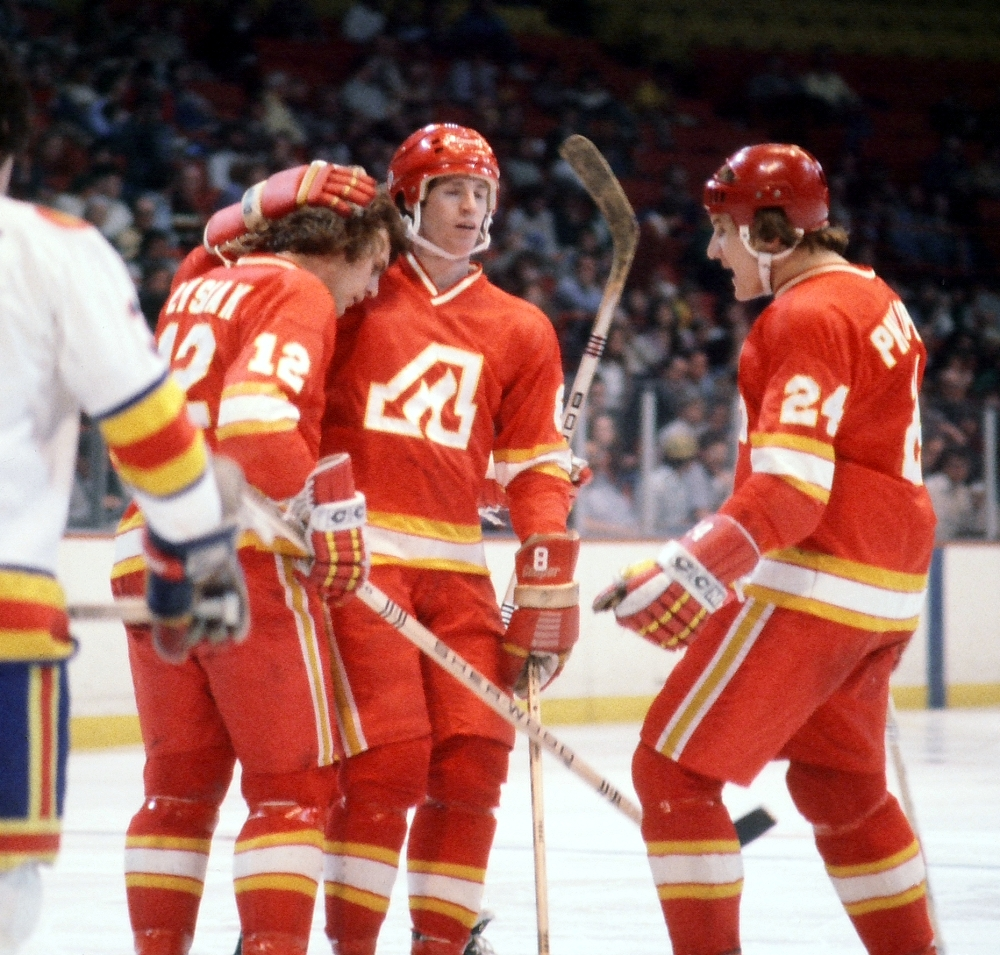
Lysiak (links) im Trikot der Atlanta Flames

Lysiak ging während seiner Jugendzeit von 1970 bis 1973 für die Medicine Hat Tigers aufs Eis und spielte dort gemeinsam mit Lanny McDonald. In seinen letzten beiden Jahren mit den Tigers in der Western Canada Hockey League führte der Angreifer die Liga als bester Scorer an. Mit einer Bilanz von 327 Punkten in 195 Spielen ist Lysiak einer der zehn erfolgreichsten Scorer in der Geschichte des Franchises. Im Jahr 1973 nahm er mit der Mannschaft erfolglos am Memorial Cup teil. Beim NHL Amateur Draft 1973 wurde der Kanadier in der ersten Runde an zweiter Position von den Atlanta Flames ausgewählt. Im selben Jahr wurde er auch im WHA Amateur Draft von den Houston Aeros gedraftet, doch Lysiak spielte weder für die Aeros, noch bestritt er jemals eine Begegnung in der World Hockey Association. In Atlanta spielte er gemeinsam mit Jacques Richard und Larry Romanchych in einer Linie. Gleich in seiner Debütsaison war Lysiak der beste Scorer der Flames und beendete auch die folgenden vier Spielzeiten mit der besten Punkteausbeute.
In Atlanta entwickelte sich Lysiak zu einem Führungsspieler und hatte auch das Amt der Mannschaftskapitäns inne. Während dieser Zeit wurde er aufgrund seiner guten Leistungen mehrmals fürs NHL All-Star Game nominiert. Bei den Fans gewann der Kanadier weiter an Beliebtheit, als er Don Saleski von den Philadelphia Flyers zu einem Kampf herausforderte. Mit den Flames verpasste er lediglich einmal den Einzug in die Playoffs, kam allerdings nie über die erste Runde hinaus. In seinen letzten beiden Jahren agierte er in einer Sturmreihe mit Eric Vail und Willi Plett. Während der Saison 1978/79 verpasste er einige Spiele aufgrund einer Verletzung der Leistenregion. Am 13. März 1979 wurde der Stürmer in einem Transfergeschäft, das insgesamt acht Spieler umfasste, an die Chicago Black Hawks abgegeben. Das Management der Flames musste als Reaktion auf diesen Handel viel Kritik seitens der Fans einstecken, da Lysiak erst kurz zuvor einen neuen Kontrakt in Atlanta unterschrieben hatte und einer der beliebtesten Spieler der Mannschaft war. Nach anfänglichen Schwierigkeiten fand sich der Stürmer auch in Chicago gut zurecht und zeigte ähnliche Leistungen wie zuvor in Atlanta. In der Saison 1982/83 gewann er mit den Black Hawks die Norris Division und scheiterte im Conference-Finale in vier Begegnungen an den Edmonton Oilers. In Chicago spielte er meist mit Darryl Sutter und Rich Preston in einer Linie.
Die Black Hawks boten Lysiak das Amt des Mannschaftskapitäns an, doch dieser lehnte ab. Während der Saison 1982/83 verpasste er verletzungsbedingt einige Spiele, nachdem er durch einen Stockschlag von Dave Maloney von den New York Rangers verletzt wurde und dabei einen Knochenbruch im rechten Fuß erlitten hatte. Am 30. Oktober 1983 wurde er wegen absichtlichem Beinstellen gegen den Linienrichter Ron Foyt für 20 NHL-Spiele gesperrt. Dies war zu dieser Zeit laut dem Regelbuch der National Hockey League vorgeschrieben und betraf jeden Spieler, der einen Offiziellen absichtlich traf oder gegen ihn körperliche Gewalt anwand. Nach Ablauf der Saison 1985/86 entschied Lysiak seine Karriere zu beenden.
Lysiak verstarb Ende Mai 2016 im Alter von 63 Jahren in seiner Wahlheimat Atlanta an den Folgen einer Leukämie-Erkrankung, die bei ihm drei Jahre zuvor im Mai 2013 diagnostiziert worden war.

### International
Lysiak vertrat sein Heimatland bei der Weltmeisterschaft 1978. Im Turnierverlauf kam er in sieben Begegnungen zum Einsatz und erzielte zwei Punkte. Der Angreifer gewann mit der kanadischen Auswahl die Bronzemedaille.

## Erfolge und Auszeichnungen
| - 1972 WCHL First All-Star Team - 1972 Brownridge Trophy - 1973 President’s-Cup-Gewinn mit den Medicine Hat Tigers - 1973 WCHL First All-Star Team | - 1973 Brownridge Trophy - 1975 Teilnahme am NHL All-Star Game - 1976 Teilnahme am NHL All-Star Game - 1977 Teilnahme am NHL All-Star Game |

### International
- 1978 Bronzemedaille bei der Weltmeisterschaft

## Karrierestatistik

### International
Vertrat Kanada bei:
- Weltmeisterschaft 1978

(Legende zur Spielerstatistik: Sp oder GP = absolvierte Spiele; T oder G = erzielte Tore; V oder A = erzielte Assists; Pkt oder Pts = erzielte Scorerpunkte; SM oder PIM = erhaltene Strafminuten; +/− = Plus/Minus-Bilanz; PP = erzielte Überzahltore; SH = erzielte Unterzahltore; GW = erzielte Siegtore; 1 Play-downs/Relegation; Kursiv: Statistik nicht vollständig)